# Giochi per bambini
Questa è una lista di giochi tradizionali e antichi che facevano i bambini in strada. In molti giochi è prevista una conta iniziale, e una sorta di linguaggio convenzionale e parole d'ordine, talvolta vere e proprie filastrocche. Le decisioni a volte sono prese con una battuta a pari o dispari o testa o croce. Alcuni giochi prevedono penitenza per chi perde.

## A
Acqua acqua fuoco fuocoIl capo-gioco nasconde o sceglie un oggetto che gli altri giocatori devono trovare. Per guidare i giocatori verso l'oggetto il capo-gioco dice "acqua" quando si è lontani e "fuoco" quando si è vicini all'oggetto. Si possono usare una serie di gradazioni come "fuocherello", "fuochino", "tiepido", "acquazzone" ecc. per indicare se ci sta avvicinando o meno all'oggetto.
Aghi da infilareI giocatori si siedono su un matterello con solo il calcagno sinistro che può toccare terra e devono infilare un filo in un ago da sarta, il primo che ci riesce ottiene un punto. Vince chi raggiunge per primo i cinque punti.
Alla mattina all'albaI giocatori formano un cerchio con al centro un bambino e cantano la prima strofa di una canzone (con varianti locali) e il bambino al centro sceglie un compagno con cui ballare mentre gli altri battono le mani e cantano il ritornello. Alla seconda strofa il primo bambino si unisce al cerchio e chi è stato chiamato ne prende il posto al centro.
AiutoVariante del Rincorrersi, in cui quando un giocatore sta per essere catturato può chiedere aiuto. Uno o più degli altri giocatori fuggitivi può aiutarlo prendendolo per mano prima che venga catturato, se ci riesce salva il giocatore che ha chiesto aiuto.
AltalenaPuò riferirsi a due giochi distinti, il primo è un'altalena oscillante formata da un sedile appeso con corde o catene a un sostegno. L'altalena basculante è formata da un'asse bilanciata su un fulcro centrale. Due bambini seduti agli estremi dell'asse si spingono alternativamente verso l'alto facendo scendere l'altro giocatore..
Amo il mio amore per AGioco di origine rinascimentale in cui due giocatori si alternano a comporre frasi che contengano parole che iniziano con una lettera decisa in precedenza.
AnelloI giocatori si mettono in cerchio o in fila con le mani congiunte, mentre un giocatore con un anello o un altro oggetto passa di fronte a loro facendo finta di lasciare l'oggetto nelle mani di ognuno di loro (deve comunque realmente lasciarlo a uno dei giocatori). Un terzo giocatore deve indovinare a chi è stato lasciato l'oggetto.
Angelo bell'angeloEccetto che per due giocatori, tutti si mettono in fila su una parete di una stanza mentre i due rimanenti si mettono negli angoli opposti e sono detti "angelo" e "diavolo"). L'angelo chiama a turno i giocatori in fila che devono raggiungerlo prima di essere intercettati dal diavolo.
Angelo e diavoloGioco di gruppo in cui due giocatori si mettono ad angoli opposti e sono detti "angelo" e "diavolo", gli altri si mettono in fila sul lato opposto. L'angelo chiama a turno i giocatori in fila che devono raggiungerlo prima di essere intercettati dal diavolo. In una variante sono i giocatori in fila a scegliere a quale bambino aggregarsi senza sapere qual è l'angelo e quale il diavolo..
Asino o palla asinoGioco di gruppo con l'utilizzo di una palla. I bambini disposti in cerchio lanciano la palla cercando di non farla cadere, se un bambino fa cadere la palla gli viene assegnata come penalità una lettera della parola "asino" partendo dalla "a", perde il giocatore che per primo avrà cinque penalità arrivando quindi a comporre la parola "asino".

## B

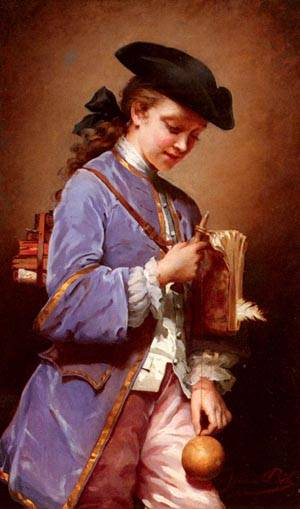
L'Enfant au Bilboquet olio su tela di Jeanne Bôle, probabilmente risalente al 1870-1882

Bella lavanderinaGioco di gruppo in cui i bambini si dispongono in cerchio intorno a un altro cantando questa filastrocca. Il bambino al centro (la lavanderina) fa le mosse nominate proprio dalla canzoncina e al termine di questa bacia un altro bambino che diventa la nuova "lavanderina". Invece questo brano popolare per bambini che funge da gioco si intitola La bella lavanderina. Un esempio tipico di filastrocca è:
Fai un salto [la bambina al centro salta]

Fanne un altro [la bambina al centro salta di nuovo]

Fa' la riverenza [la bambina al centro si inchina]

Fa' la penitenza [la bambina al centro si inginocchia]

Ora in su [la bambina al centro guarda in alto]

Ora in giù [la bambina al centro guarda in basso]

Dai un bacio a chi vuoi tu»
()
Ci sono molte varianti regionali sulla protagonista (che da "lavenderina" diventa "Maria Giulia" o "Maria Angela" ecc...) e sull'esortazione finale, ma generalmente le azioni da compiere restano invariate.
Belle statuineMentre un bambino si copre gli occhi (o distoglie lo sguardo) gli altri si mettono in posa come statue. Quando sono pronti il primo bambino li esamina e decide qual è la più bella. I bambini in posa devono rimanere immobili, se si muovono potrebbero essere esclusi dalla vittoria o anche dover fare una penitenza.
BiglieSfere di vetro, plastica o altro materiale usate per vari giochi come corse su pista o per centrare altre biglie.
BilbocchettoAltro nome del bilboquet, sfera di legno attraversata da un foro e collegata da una corda a un legno appuntito a un'estremità. Il giocatore deve alzare la palla in aria e usando il bastoncino per dargli strattoni farla cadere infilandola sull'estremità appuntita
BiribissiPuò indicare sia un gioco d'azzardo simile alla lotteria giocato a partire dal Settecento, che una trottola in legno.
BirilliPioli di legno, plastica o altri materiali usati in molti giochi in cui, in genere, sono gli obiettivi da abbattere usando una palla.
BoccePalla piena in legno, plastica o metallo usate in molti giochi. Esistono diverse varianti del gioco ma lo scopo principale è lanciare la boccia il più vicino possibile al pallino, una sfera di dimensione inferiore. Con il lancio è possibile anche allontanare dal pallino le bocce avversarie guadagnando così un vantaggio.
Bolle di saponeBolle create soffiando sulla pellicola ottenuta immergendo un cerchietto in una soluzione di acqua e sapone. A volte si usa cannuccia invece del cerchietto.
BurattinoPupazzo di pezza a mezzo busto controllato dal basso inserendo una mano al suo interno. I burattini sono controllati dai burattinai che, nascosti dietro un palchetto di legno, mettono in scena una rappresentazione teatrale. Si distinguono dalle marionette per la struttura e il modo in cui vengono controllate. Queste infatti sono guidate dall'alto tramite fili e hanno una figura in legno a corpo intero.

## C

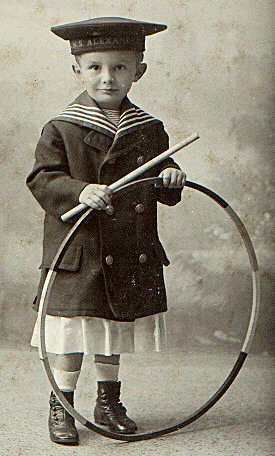
Bambino con il cerchio a Strasburgo a inizio Novecento.

CalabracheGioco di carte di origine francese, il mazziere distribuisce cinque carte a ogni giocatore da un mazzo di 52 carte e mette le rimanenti scoperte in tavola. Al proprio turno un giocatore gioca una carta dalla mano e la accoppia con una scoperta, se ne ha tre uguali e la quarta è in tavola le può mettere tutte e quattro negli scarti. Se non può giocare nessuna carta dichiara "fallimento" ed è fuori dal gioco. Il primo giocatore che resta senza carte vince.
CalcioIl calcio è un gioco di squadra giocato con un pallone su un campo rettangolare con due porte alle estremità del campo. È un gioco professionale costituito da 11 giocatori per squadra. Questo gioco è praticato molto dai bambini che si dividono in due gruppi composti da un minimo di due giocatori per squadra, dove uno ha il compito di proteggere la porta da eventuali goal mentre il compagno ha come scopo quello di fare goal per portare la squadra alla vittoria. Facendo azioni scorrette si può incorrere in penalità quali punizioni (falli nel campo) o rigori (falli nell’area di rigore avversaria). Se la palla viene calciata fuori dal campo c’è la rimessa laterale o il corner (quando viene calciata oltre la linea di fondo) vince chi riesce a fare più punti.
CampanaGioco che può avere uno o più partecipanti. Per giocare a campana bisogna tracciare un percorso composto di solito da dieci caselle disposte verticalmente salvo qualche blocco composto da due caselle affiancate. Il bambino per iniziare a giocare deve lanciare un sassolino all'interno di un riquadro e quindi deve saltare su un solo piede, i blocchi con le caselle affiancate consentono di appoggiare entrambi i piedi. Il sasso deve essere raccolto senza entrare nel riquadro in cui si trova, raggiunta la casella finale il giocatore può fermarsi per poi voltarsi, effettuando mezzo giro, e rifare il percorso a ritroso. Il sassolino deve essere lanciato seguendo l'ordine dei numeri quindi durante il primo giro si lancerà sulla casella con il numero 1, nel secondo giro sulla casella con il numero 2 e così via.
CavallinaGioco di gruppo molto semplice e antico dove non è previsto nessun vincitore o perdente. Consiste nel saltare sulla schiena di un compagno che, piegato in avanti con le mani appoggiate sulle gambe (cavallina), funge da appoggio. Il salto viene eseguito dopo una breve corsa, poggiando le mani sulla schiena della "cavallina" e scavalcandolo mediante un salto a gambe divaricate. Se il saltatore tocca la cavallina con altre parti del corpo viene penalizzato. Inizialmente il giocatore che fa da cavallina viene scelto in modo casuale mediante una conta e poi viene sostituito dal primo giocatore che sbaglia il salto.
Esistono diverse varianti, una prima è l'aggiunta della "voce" cioè dei comandi che rendono il gioco più complesso.  In un'altra variante i bambini si dispongono in fila, colui che si trova ad essere l'ultimo della fila diviene il saltatore mentre gli altri saranno la cavallina, una volta che il saltatore ha superato tutti allora diviene anche lui una cavallina mentre l'ultimo della fila diviene il nuovo saltatore.
CerbottanaLa cerbottana in passato era utilizzata come arma, mentre nel secolo scorso è stato un gioco molto popolare usato spesso nei cortili, nei giardini e nelle aule di scuola. Per poter giocare è necessario costruire la cerbottana con tubi cilindrici o canaline entrambi leggeri, ma rigidi, non troppo lunghi né troppo larghi di circonferenza.  Successivamente bisogna realizzare i “bussolotti” che possono essere di carta, utilizzando fogli o giornali che una volta tagliati devono essere inumiditi, così è più facile arrotolarli per realizzare una vera e propria pallina; oppure se si gioca all’aperto si possono utilizzare le bacche o qualunque altro seme che si trova in natura.  Nelle aule di scuola, la realizzazione della cerbottana veniva improvvisata utilizzando la penna BIC. Si toglieva la punta con il tubo dell’inchiostro e il tappetto all’estremità opposta e così facilmente si otteneva la cerbottana pronta per contenere i bussolotti fatti di carta di quaderno e si iniziava a giocare.
Per giocare, devono avere tutti lo stesso numero di bussolotti, mentre la cerbottana può essere costruita come si vuole; per esempio può avere un doppio tubo in modo da lanciare due bussolotti contemporaneamente; oppure può essere di varia lunghezza considerando però che, più il tubo è lungo e il diametro è piccolo, più il bussolotto va lontano.  Lo scopo del gioco è mirare l’avversario, soffiare forte nel tubo affinché il bussolotto esca con velocità colpendolo.
CerchioUn gioco molto antico, in cui il bambino corre con il cerchio senza farlo cadere. Il cerchio era solitamente la ruota di una bicicletta a cui venivano tolti i suoi raggi. Sono state sviluppate diverse modalità di gioco per aumentare la difficoltà, il metodo più semplice è condurre il cerchio con le mani, un altro è condurlo con un bastoncino (maniglia) infilato al suo interno e infine con un bastoncino posizionato sul bordo esterno.
Chiapparello o acchiapparelloGioco di gruppo in cui un bambino viene scelto attraverso la conta per "stare sotto", questo bambino deve cercare di catturare gli altri, se tocca un bambino allora quest'ultimo sarà il nuovo "cacciatore". Chi è stato appena toccato non può toccare subito chi lo ha catturato. Una variante del gioco è il rialzo, in cui il giocatore che si trova su un rialzo non può essere preso.
Ciaraprevede caselle o stanze in cui bisogna saltare usando un solo piede, per questo detto anche piede zoppo o zoppetto.
Color color o strega comanda colorGioco di gruppo in cui il capo-gioco ha il compito di catturare gli altri giocatori. Questo giocatore deve dire “color color...giallo” e tutti gli altri per salvarsi devono correre e dirigersi verso qualsiasi oggetto di colore giallo e toccarlo. Una volta che il giocatore al comando riesce a catturare un bambino, quest’ultimo prende il suo posto.
Corsa nei sacchiUn gioco di competizione, in cui i bambini devono correre con i piedi all'interno dei sacchi, devono quindi procedere con dei saltelli fino al traguardo, vince chi arriva primo.

## D
Dire fare baciare lettera testamentoUn gioco di gruppo basato sulla penitenza. Il primo giocatore ad occhi chiusi sceglie un dito di una mano, ogni dito rappresenta una penitenza scelta dai compagni.
- Dire: dire qualche cosa.
- Fare: fare qualche cosa.
- Baciare: baciare qualcuno
- Lettera: si scrive una lettera con il dito sulla schiena del penitente, il quale deve cercare di decifrarla. Una volta decifrata viene affrancata con una pacca sulla spalla e spedita con un calcio nel sedere.
- Testamento: bisogna subire dieci dispetti da parte dei compagni.

## E
È arrivato un bastimento carico di...Questo gioco è adatto per sviluppare il linguaggio, i bambini si dispongono in cerchio mentre il capo-gioco si mette nel mezzo e getta il fazzoletto ad un bambino dicendo "è arrivato un bastimento carico di... comincia per F finisce per E", il bambino che ha il fazzoletto deve indovinare la parola pensando anche a qualcosa che potrebbe essere portato in un bastimento. Se il giocatore risponde correttamente (fragole) allora prende un punto, altrimenti una penalità, vince il giocatore con più punti. Durante il gioco non si possono ripetere parole già dette da altri.
In una variante i bambini si dividono in squadre e quando un bambino non riesce a rispondere il gruppo avversario guadagna il punto.
Il gioco dell'alfabeto è un'altra variante di "È arrivato un bastimento carico di...", il capo-gioco sceglie una lettera e pone una domanda. I giocatori devono rispondere usando solo aggettivi, verbi e sostantivi che iniziano per quella lettera.

## F
Fare le caprioleÈ un'azione fisica che riguarda il capovolgimento del corpo mediante rotolamento su una superficie. Può essere svolta in vari modi in avanti, all'indietro, a mezz'aria o molteplici.
FilastroccheÈ un componimento breve costituito da un linguaggio semplice e ritmato, la maggior parte delle filastrocche rimanda all'uso di movimenti come il mimare, che avvia il bambino verso una prima conoscenza del proprio corpo.

## G
Gioco dei tappi, o sinalcoliGioco di precisione in cui il bambino con l’utilizzo dell’indice deve lanciare un tappo posizionato su una superficie piana il più lontano possibile oppure deve cercare di colpire un bersaglio per fare punti e vincere.
Gioco del silenzioÈ un gioco molto semplice che cerca di aiutare il bambino a migliorare l’autocontrollo e la concentrazione. L‘unica regola è non fare rumore e non parlare. Il gioco del silenzio viene comunemente iniziato da una persona che dice “acqua in bocca” i bambini devono quindi chiudere immediatamente la bocca e gonfiare le guance. Vince il bambino che riesce a non fare rumore. In una variante del gioco un bambino può nascondere un oggetto nella mano, a questo punto chiamerà il bambino che sta facendo maggiore silenzio che dovrà indovinare dove è l’oggetto, se indovina prende il suo posto.
GirotondoGioco di gruppo in cui i bambini cantano una filastrocca mentre girano in tondo tenendosi per mano.
Quando i bambini dicono l’ultima parte della canzone si accovacciano a terra per poi ricominciare a recitarla.
Guardie e ladriGioco di gruppo in cui i bambini si dividono in due gruppi le guardie e i ladri. Le guardie hanno il compito di catturare tutti i ladri, questi una volta catturati vengono portati in prigione, uno spazio deciso in precedenza, da dove possono fuggire solo se toccati da altri ladri liberi. In una variante del gioco le guardie acquisiscono punti quando catturano i ladri mentre questi ultimi li guadagnano quando liberano i compagni. Vince chi ha più punti.
Guerra dei pollici o Battaglia dei polliciDue giocatori si tengono per mano lasciando il pollice all’insù, vince chi riesce a catturare con il proprio pollice quello dell’avversario.

## I
Inferno e paradisoSi costruisce un origami di carta che ha la funzione di rispondere ad alcune domande o assegnare un compito da svolgere. Un bambino manovra l'oggetto e un altro bambino risponde alle domande.

## L
Lippa
Lupo mangia-fruttaGioco di gruppo in cui c’è un bambino che ha il ruolo del “lupo” con il compito di catturare gli altri bambini (i frutti). Ogni bambino deve scegliere in precedenza il frutto che vuole essere, successivamente si comincia il gioco con un breve discorso introduttivo:
Bambini :Chi è?

Lupo: Sono il lupo mangia frutta

Bambini: Che frutto vuoi?»
Una volta posta questa domanda il lupo deve scegliere un frutto, se questo non c’è i bambini risponderanno “non c’è!". Se uno dei bambino ha scelto il frutto allora inizia a fuggire seguendo un percorso prestabilito. Il bambino può salvarsi tornando alla base quindi si continua il gioco, se invece il bambino viene toccato dal lupo allora diventa lui stesso il lupo. In una variante è permesso al lupo di dire la parola "macedonia", in questo caso tutti i bambini devono fuggire.

## M
Mano rossa o scaldamaniIl gioco prevede un minimo di due giocatori, consiste nel colpire il più forte possibile la mano del compagno e poi la si sovrappone ad essa aspettando che il compagno faccia lo stesso. Questo gioco non ha una fine, una volta che i bambini decidono di smettere c’è il confronto della colorazione delle mani, vince chi ha la mano meno rossa.
MemoriaÈ un gioco di carte che può essere svolto in solitaria o in gruppo. Per iniziare il gioco bisogna disporre le carte in modo disordinato sul tavolo con il dorso coperto, una volta disposte un giocatore rivela la prima coppia delle carte, se la coppia è uguale allora può prendere le carte, altrimenti le deve posare dove le ha prese con il dorso sempre coperto. Vince chi riesce ad avere più carte quindi chi scopre più coppie.
MonetaGioco di abilità il cui scopo è lanciare una moneta con un massimo di tre tocchi all’estremità opposta del tavolo. La moneta deve essere posta al di sopra del pollice con la mano a pugno, meno lanci si fanno più punti si ottengono inoltre non bisogna far cadere la moneta dal tavolo.
Morra cinese o Carta forbice sassoGioco che prevede un minimo di due partecipanti in cui dopo aver detto: “sasso-carta-forbici” oppure “morra cinese” bisogna abbassare la mano contemporaneamente. La mano a pugno riproduce il sasso, la mano aperta la carta e infine la mano con due dita a forma di “v” rappresentano le forbici. Il sasso vince le forbici (le rompe), le forbici vincono la carta (la tagliano) e la carta vince il sasso (lo avvolge). Se si sceglie la stessa arma si è pari e si ripete il gioco, di solito si ripete il gioco per tre volte cercando di vincere due mani su tre.
Mosca ciecaGioco di gruppo in cui un bambino scelto casualmente viene bendato e deve riuscire a prendere i compagni che si muovono attorno a lui, una volta che ha catturato un bambino quest’ultimo prenderà il suo posto. In una variante c’è un’aggiunta di difficoltà in cui la “mosca cieca” deve riconoscere il compagno catturato altrimenti la cattura non ha effetto.
MurettoGioco con la palla che può avere uno o più giocatori. In questo gioco i bambini devono calciare la palla contro il muro, rimbalzando la palla deve essere colpita nuovamente dall’altro giocatore. Se uno dei giocatori non colpisce la palla o colpisce una parte del muro non ammessa allora si viene eliminati.

## N
NascondinoGioco di gruppo dove un bambino, il cercatore, deve contare con la schiena rivolta verso il gruppo che deve trovare diversi nascondigli. Una volta finito di contare comincia la sua ricerca dicendo “tana per” e il luogo dove è nascosto il bambino eliminandolo. Continuando la ricerca il cercatore deve allontanarsi dalla tana quindi i suoi avversari possono correre e toccarla strillando “tana”. Il primo bambino trovato sarà il successivo cercatore a meno che, l’ultimo giocatore, non faccia “tana libera tutti” liberando tutti coloro che erano stati catturati precedentemente. Nella variante chiamata rimpiattino i bambini quando vengono scoperti dal nascondiglio devono correre per raggiungere la tana, se la raggiungono prima di essere toccati dal cercatore questi sono liberi.
In un'altra variante chiamata strega di mezzanotte i bambini giocano senza luce oppure bendano il cercatore in questo caso è chiamato strega.
Nomi, cose, città

## P
Palla avvelenata
Palla prigioniera
Pari o dispari, o bim... bum... bam!Gioco spesso utilizzato per “fare la conta” prima di iniziare altri giochi. Prevede un minimo di due persone, i bambini precedentemente scelgono pari o dispari e contemporaneamente aprono la mano mostrando un numero da uno a cinque poi con la somma delle dita dei bambini viene scelto il vincitore. In una variante c’è l'aggiunta della cantilena “bim bum bam se ne buttano giù” alla parola giù i bambini scendono contemporaneamente la propria mano.
Piastrelle

## Q
Quattro cantoniGioco di gruppo che prevede un minimo di 5 giocatori. I bambini si dispongono nei quattro angoli diversi di un quadrato mentre un altro si dirige al centro, i bambini devono spostarsi nei cantoni liberi senza farsi rubare il posto dal bambino nel mezzo. Se il posto viene rubato, il bambino senza cantone deve andare nel mezzo, il gioco non prevede un vincitore.

## R
Regina reginellaGioco di gruppo in cui un bambino fa il “re/regina” mentre gli altri sono i suoi sudditi e devono ascoltare ciò che gli viene detto. Il gioco comincia con una frase:“Regina reginella, quanti passi devo fare per arrivare al tuo castello, con la fede e con l’anello, con la punta del coltello?”La regina allora inizia dicendo un numero di passi associato ad un animale. L'ampiezza e la direzione dei passi dipendono dall'animale scelto dalla regina poiché bisogna imitare il relativo animale. Una volta che un bambino è riuscito a raggiungere la regina, questo prenderà il suo posto.
RipiglinoQuesto gioco può riferirsi a due diversi giochi antichi, il gioco della matassa e il gioco dei noccioli. Il primo gioco prevede due giocatori, uno di questi avvolge attorno alle dita di due mani un filo formando una figura, a turno con determinati movimenti si cerca di avvolgere la cordicella alle proprie dita evitando di farla aggrovigliare. Nel gioco dei noccioli il bambino deve raccogliere a terra dei noccioli lanciandone un altro in aria senza farlo cadere, accumulerà punti raccogliendo più noccioli possibili.
RubabandieraGioco di gruppo in cui un bambino tiene la bandiera e ha il ruolo di arbitro, gli altri vengono distinti in due squadre disposte su due file parallele. Ad ogni posizione delle file corrisponde un numero, ciò significa che in ogni squadra ci sarà un numero 1-2-3 ecc. Per iniziare il gioco il capo-gioco chiama in modo casuale un numero e i bambini chiamati dovranno correre per prendere la bandiera, se colui che ha preso la bandiera riesce a tornare al suo posto senza essere catturato dal rivale la squadra guadagna un punto. Se i giocatori toccano contemporaneamente la bandiera il punto può essere annullato oppure i bambini devono tornare al proprio posto ed essere chiamati nuovamente.

## S
SalincervoGioco antico dove un bambino si mette in posizione china con la testa appoggiata sul grembo di un suo compagno, un altro gli si siede addosso e gli chiede di indovinare le dita poggiate sulla sua schiena, se indovina allora è libero.
Schiaccia setteGioco di gruppo che prevede l’utilizzo della palla. I bambini disposti in cerchio lanciano la palla utilizzando le tecniche della pallavolo. Il primo a lanciare la palla deve dire il numero uno mentre gli altri numeri dei palleggi non devono essere pronunciati, colui che dice gli altri numeri ad alta voce viene eliminato. Quando si giunge al settimo palleggio bisogna schiacciare su un compagno per eliminarlo ma se questo riesce a bloccare la palla allora verrà eliminato chi ha schiacciato. Se si schiaccia prima del sette si viene eliminati. Vince l’ultimo giocatore che resta in gioco.:
SchiaffettaGioco antico e tradizionale di strada, si pratica in coppia, un avversario di fronte all'altro: i palmi della mani del primo giocatore vanno rivolti verso l'alto, mentre il secondo poggia i propri cercando di evitare i colpi. Se un colpo va a vuoto le parti si invertono. È, naturalmente, un gioco di riflessi.
Sedie musicali, o gioco delle sedieGioco di gruppo in cui si dispongono un numero di sedie inferiore di uno rispetto ai giocatori. I bambini mentre c’è la musica devono camminare attorno alle sedie disposte in cerchio, quando senza preavviso la musica viene bloccata devono trovare un posto a sedere tra quelle sedie. Colui che rimane in piedi viene eliminato, il gioco si conclude quando rimane solo un bambino che sarà il vincitore.
Strega sollevataGioco di gruppo in cui un bambino, la strega, deve catturare gli altri bambini. Il gioco inizia quando la strega dice la posizione che i bambini devono assumere per non essere catturati e sarà “strega in basso” i bambini per proteggersi devo toccare a terra con le mani oppure “strega in alto” i bambini devono trovare un posto rialzato. La strega deve catturare un compagno prima che quest’ultimo assuma la posizione corretta così facendo ci sarà un cambio di ruolo.

## T
Telefono senza filiGioco di gruppo in cui i bambini si dispongono in fila, il primo bisbiglia una parola nell’orecchio del vicino e si continua così fino all’ultimo della fila che deve dire la parola ad alta voce, per confrontarla con quella iniziale. Non c’è un vincitore, è un gioco che mostra solamente come da piccole incomprensioni una parola o una frase può mutare completamente.
TiriticchioGioco diffuso in Puglia, che consisteva nel tirare con bastone una piccola pietra o una piccola mandorla verso una porta fantasma.
ToccaferroGioco di gruppo in cui un bambino viene scelto per fare il "cacciatore", gli altri bambini cominciano a correre per sfuggirgli. Se uno tocca ferro non può essere catturato mentre se viene catturato può essere liberato da un altro compagno toccandolo. Quando il cacciatore riesce a toccare tutti gli avversari ha vinto.
TorelloGioco di gruppo che prevede l’utilizzo di una palla. I bambini si dispongono in cerchio, uno di essi sta nel centro e fa il torello che ha il compito di intercettare la palla prima che quest’ultima venga presa da un altro compagno. Se la palla viene presa dal “torello”, lui prende il posto di chi ha sbagliato il passaggio.
Ci sono alcune varianti del gioco infatti la palla può essere lanciata con le mani in aria oppure con i piedi.

## U
Un, due, tre, stella!Gioco di gruppo in cui il capo-gioco si pone vicino a un muro, mentre gli altri devono stare dietro una linea a una certa distanza dal capo-gioco. Per iniziare il gioco il bambino che sta vicino al muro deve dire la frase “Un, due, tre, stella” (derivata dalla frase “un, due, tre stai là”) mentre si copre gli occhi, successivamente deve girarsi per vedere i movimenti dei bambini. Quest’ultimi infatti possono muoversi fino a che il capo-gioco non guarda, se si muovono mentre guarda vengono rispediti dietro la linea di partenza. Vince chi arriva primo al muro strillando “stella” e a sua volta diventa capo-gioco.

## Curiosità
Nel Gargantua di François Rabelais, al capitolo 22° "I giochi di Gargantua" è elencata una lunga lista di giochi per l'infanzia con cui passava il tempo Gargantua. Il gigante giocava: a innumerevoli giochi di carte, a frussi, a primiera, a dar cappotto, a pigliatutto, a trionfo, ecc.
Nel Novecento, ricordiamo il Cataletto n. 8, parte della raccolta Cataletto di Edoardo Sanguineti: una poesia in cui sono elencati numerosi giochi tradizionali.